# The Girl and the Greaser
The Girl and the Greaser è un cortometraggio muto del 1913 diretto da Lorimer Johnston. Il film aveva tra gli interpreti J. Warren Kerrigan, Vivian Rich e Charlotte Burton.

## Produzione
Il film fu prodotto dalla Flying A (American Film Manufacturing Company).

## Distribuzione
Distribuito dalla Mutual, il film - un cortometraggio in una bobina - uscì nelle sale cinematografiche degli Stati Uniti il 3 novembre 1913.